# Banksia ericifolia
Banksia ericifolia är en tvåhjärtbladig växtart. Banksia ericifolia ingår i släktet Banksia och familjen Proteaceae. Utöver nominatformen finns också underarten B. e. macrantha.